# سيف الإسلام طغتكين
طغتكين بن أيوب بن شاذي بن مروان (ت. 1197)، أخ صلاح الدين الأيوبي تولى اليمن . يلقب ب  ظهير الدين و ب سيف الإسلام.

## اخوته
- "سلطان الديار المصرية و البلاد الشامية محرر القدس"، السلطان الملك الناصر صلاح الدين الأيوبي (1137–1193).
- "سلطان مصر و الشام من بعد أخيه"، الملك العادل سيف الدين أبو بكر أحمد بن الملك الأفضل نجم الدين أيوب (1145–1218).
- "صاحب بعلبك"، الملك نور الدولة شاهنشاه بن الملك الأفضل نجم الدين أيوب (ت. 1148).
- "صاحب اليمن وبعلبك"، المعظم شمس الدولة تورانشاه بن الملك الأفضل نجم الدين أيوب (ت. 1181).
- "تاج الملك أبو سعيد بوري بن أيوب"، (ت. 1184).
- "ست الشام"، فاطمة خاتون الأيوبية الشهيرة بست الشام هي زوجة ناصر الدين بن أسد الدين شيركوه صاحب حمص.
- واقفة مدرسة الصاحبة ربيعة خاتون الصاحبة، زوجة السلطان مظفر الدين كوكبوري صاحب أربيل.
- عدد غير معروف من البنات.

## لمحة تاريخية
قبل مجيء الصليبين كانت بانياس في ولاية الأتابك ظهير الدين طغتكين، صاحب دمشق، إلى سنة 520 هـ، وكان في عهده استفحل أمر الإسماعيلية الباطنية في حلب ودمشق، فاضطر طغتكين إلى أن يبعدهم ويسلمهم بانياس دفعاً لشرهم ولتسليطهم على الإفرنج . وفي سنة 527 هـ سار شمس الملوك اسماعيل بن بوري بن طغتكين وهاجم بانياس وفتحها.
كما ولى السلطان صلاح الدين أخاه سيف الإسلام ظهير الدين طغتكين بن أيوب نيابة اليمن فملكه عليها، وأرسله إليها، وذلك لاختلاف نوابها واضطراب أصحابها، بعد وفاة المعظم تورانشاه أخي السلطان الذي كان افتتحها، فلما وقعت الفتن بها، وكثر التخليط والتخبيط، سمت نفس أخيه طغتكين إليها، فأرسله أخوه إليها وولاه عليها، فسار فوصلها في سنة ثمان وسبعين، فسار فيها أحسن سيرة، وأكمل بها المعدلة والسريرة، واحتاط على أموال حطان بن منقذ نائب زبيد وكانت تقارب ألف ألف دينار أو أكثر، وأما نائب عدن فخر الدين عثمان الزنجيلي فإنه خرج من اليمن قبل قدوم طغتكين فسكن الشام وله أوقاف مشهورة باليمن ومكة، وإليه تنسب المدرسة الزنجيلية ، خارج باب توما ، تجاه دار الطعم، وكان قد حصل منها أموالا عظيمة جدا .

## توليه مع أبنائه اليمن
|   | الحاكم                            | الحياة    | الحكم     |
| - | --------------------------------- | --------- | --------- |
| 1 | العزيز ظهير الدين طغتكين بن أيوب  | ....-1194 | 1184-1194 |
| 2 | معز الدين إسماعيل بن طغتكين       | ....-.... | 1194-1204 |
| 3 | الناصر أيوب بن طغتكين             | ....-.... | 1203-1215 |
| 4 | المظفر سليمان بن طغتكين           | ....-.... | 1215-1216 |
| 5 | المسعود صلاح الدين يوسف بن طغتكين | ....-.... | 1216-1229 |